# Алекнай
Алекнай — село у Литві, Расейняйський район, територіально входить до староства Відукле, знаходиться за 2 км північно-західніше від Відукле, на північ від Вільнюс — Каунас — Клайпеда. 2001 року в Алекнаї проживало 35 людей.

## Принагідно
- Мапа із зазначенням місцезнаходження [Архівовано 8 липня 2014 у Wayback Machine.]

| Литва | Це незавершена стаття з географії Литви. Ви можете допомогти проєкту, виправивши або дописавши її. |